# Sergio Canavero
Sergio Canavero (nacido 1964) es un  neurocirujano italiano conocido por sus cuestionados relatos sobre trasplantes de cabeza.

## Vida y educación
Canavero creció en Turin, en el seno de una familia pobre y ha descrito su infancia como "dura".
Se matriculó en medicina en la Universidad de Turin a la edad de 18 años y se graduó. A mediados de los ochenta,  se empezó a formar como neurocirujano en el Hospital Universitario de Turin antes de ser empleado ahí mismo. Trabajó por 22 años como neurocirujano (incluyendo la dirección del Turin Advanced Neuromodulation Group) hasta que terminó su contrato en febrero de 2015 debido a oposición de su trabajo desde múltiples sectores. Después de su dimisión del Hospital Universitario de Turín, continuó su vida profesional como profesor honorario en la Harbin Medical University
Canavero está casado y tiene dos hijos. Es un practicante entusiasta  de Jiu-jitsu y ha sido descrito como una persona idiosincrática.

## Carrera quirúrgica
Canavero se ha dado a conocer por sus estudios enfocados al síndrome de dolor central y la enfermedad de Parkinson.
Al terminar su contrato como profesor, empezó a trabajar de la mano de Xiaoping Ren quien también trabajaba en la  Harbin Medical University.
Canavero atrajo la atención de medios de comunicación en 2015 después de alegar haber hecho un trasplante de cabeza humana y además detalló a grandes rasgos el polémico procedimiento quirúrgico. Numerosos neurocientíficos y los cirujanos se rehusaron a creer sus reclamaciones. Inicialmente, él estaba en contra de cualquier experimentación en animales.
El primer voluntario para hacerse la controvertida cirugía fue Valery Spiridonov, un director de programas ruso quién sufre una atrofia muscular espinal, una enfermedad que degrada los músculos. Sin embargo, Spiridonov más tarde canceló su participación.

### En monos
En enero de 2016, Canavero y su equipo hicieron una rueda de prensa donde dijeron que habían ejecutado exitosamente otro trasplante de cabeza, pero esta vez en un mono, quien supuestamente no tuvo daños neurológicos y además había sobrevivido veinte horas después del procedimiento. Sin embargo, la médula espinal no se volvió a unir y el mono estuvo inconsciente en todo momento. Dijeron también que habían estado experimentando con cadáveres humanos antes de su otro trasplante en la Navidad del 2017 .
Los reclamos fueron ampliamente criticados y desestimados. Arthur Caplan, un bioético, criticó sus comunicados de prensa antes de publicarlos en revistas revisadas por periodistas y señaló que era "ciencia a través de las relaciones públicas". Thomas Cochrane, neurólogo del Centro de Bioética de la Facultad de Medicina de Harvard, también criticó ese comunicado de prensa poramarillista y comentó que la operación se refería principalmente a "publicidad más que a la producción de buena ciencia".

### En humanos
En noviembre de 2017, Canavero afirmó haber realizado un trasplante de cabeza exitoso. 
Según The Guardian en 2017, el neurocientífico Dean Burnett señaló que los procedimientos de trasplante de cabeza presentan desafíos que están más allá de la capacidad de la ciencia actualmente conocida y que Canavero "no ha ofrecido ninguna explicación o base científica factible para sus afirmaciones de poder superar estos obstáculos". Arthur Caplan, un bioético, desestimó las afirmaciones de Canavero y escribió: "Los trasplantes de cabeza son noticias falsas. Aquellos que realizan tales declaraciones y que someterían a cualquier ser humano a una cirugía cruel no probada no merecen titulares, sino sólo desdén y condena".